# Bredene Koksijde Classic 2021
De 18e editie van de wielerwedstrijd Bredene Koksijde Classic werd gehouden op 19 maart 2021. De renners reden 199,9 kilometer met de start in Bredene en de finish in Koksijde. De wedstrijd maakte deel uit van de UCI ProSeries, in de categorie 1.Pro. In 2019 won de Duitser Pascal Ackermann. Deze editie werd gewonnen door de Belg Tim Merlier.

## Deelnemende ploegen
| WorldTour                          | ProContinentaal            | Continentaal                    |
| ---------------------------------- | -------------------------- | ------------------------------- |
| BORA-hansgrohe                     | Alpecin-Fenix              | BEAT Cycling                    |
| Cofidis, Solutions Crédits         | B&B Hotels p/b KTM         | Tarteletto-Isorex               |
| Deceuninck–Quick-Step              | Bardiani-CSF-Faizanè       | Xelliss-Roubaix Lille Métropole |
| Groupama-FDJ                       | Bingoal-Wallonie Bruxelles |                                 |
| INEOS Grenadiers                   | DELKO                      |                                 |
| Intermarché-Wanty-Gobert Matériaux | Sport Vlaanderen-Baloise   |                                 |
| Israel Start-Up Nation             | Team Total Direct Energie  |                                 |
| Lotto Soudal                       | Team Arkéa-Samsic          |                                 |
| Team DSM                           | Uno-X Pro Cycling Team     |                                 |
| Team Qhubeka-ASSOS                 | Vini Zabù                  |                                 |
| Trek-Segafredo                     |                            |                                 |
| UAE Team Emirates                  |                            |                                 |

## Uitslag
| Bredene Koksijde Classic |                       |                            |          |
| Plaats                   | Naam                  | Ploeg                      | Tijd     |
| Winnaar                  | Tim Merlier           | Alpecin-Fenix              | 4u13'43" |
| 2                        | Mads Pedersen         | Trek-Segafredo             | z.t.     |
| 3                        | Florian Sénéchal      | Deceuninck–Quick-Step      | z.t.     |
| 4                        | Tom Van Asbroeck      | Israel Start-Up Nation     | z.t.     |
| 5                        | Eduard-Michael Grosu  | DELKO                      | z.t.     |
| 6                        | Stanisław Aniołkowski | Bingoal-Wallonie Bruxelles | z.t.     |
| 7                        | Max Walscheid         | Team Qhubeka-ASSOS         | z.t.     |
| 8                        | Bram Welten           | Team Arkéa-Samsic          | z.t.     |
| 9                        | Nils Politt           | BORA-hansgrohe             | z.t.     |
| 10                       | Cyril Lemoine         | B&B Hotels p/b KTM         | z.t.     |

2002 · 2003 · 2004 · 2005 · 2006 · 2007 · 2008 · 2009 · 2010 · 2011 · 2012 · 2013 · 2014 · 2015 · 2016 · 2017 · 2018 · 2019 · 2020 · 2021 · 2022 · 2023 · 2024 · 2025